# Nuttiolampi (sjö i Sodankylä, Lappland, Finland)
Nuttiolampi eller Nuottilampi är en sjö i Finland. Den ligger i kommunen Sodankylä i landskapet Lappland, i den norra delen av landet, 800 km norr om huvudstaden Helsingfors. Nuottilampi ligger 223,1 meter över havet. Arean är 12,3 hektar och strandlinjen är 3,92 kilometer lång. Sjön  ingår i Kemi älvs huvudavrinningsområde. 